# La Remaudière
La Remaudière (bretonisch: Kerravaot; Gallo: La Remaudèrr) ist eine französische Gemeinde mit 1.288 Einwohnern (Stand: 1. Januar 2022) im Département Loire-Atlantique in der Region Pays de la Loire. La Remaudière ist Teil des Arrondissements Nantes und des Kantons Vallet.
Die Einwohner werden  Remaudois oder Remaudièrois genannt.

## Geographie
La Remaudière liegt in der historischen Landschaft Goulaine.
Das Weinbaugebiet Gros Plant du Pays Nantais reicht in das Gemeindegebiet hinein.

### Nachbargemeinden
Umgeben ist La Remaudière von den Nachbargemeinden Orée d’Anjou im Norden, La Boissière-du-Doré im Osten, Montrevault-sur-Èvre im Südosten, La Regrippière und Vallet im Süden, Le Landreau im Südwesten sowie Le Loroux-Bottereau im Westen. 

## Bevölkerungsentwicklung
| Jahr      | 1946 | 1954 | 1962 | 1968 | 1975 | 1982 | 1990 | 1999 | 2006 | 2017 |
| --------- | ---- | ---- | ---- | ---- | ---- | ---- | ---- | ---- | ---- | ---- |
| Einwohner | 733  | 744  | 765  | 747  | 710  | 730  | 795  | 816  | 1047 | 1285 |

## Partnerschaften
Mit dem deutschen Amt Trittau in Schleswig-Holstein seit 1971 und mit der finnischen Gemeinde Saarijärvi in Mittelfinnland bestehen Partnerschaften.

## Sehenswürdigkeiten

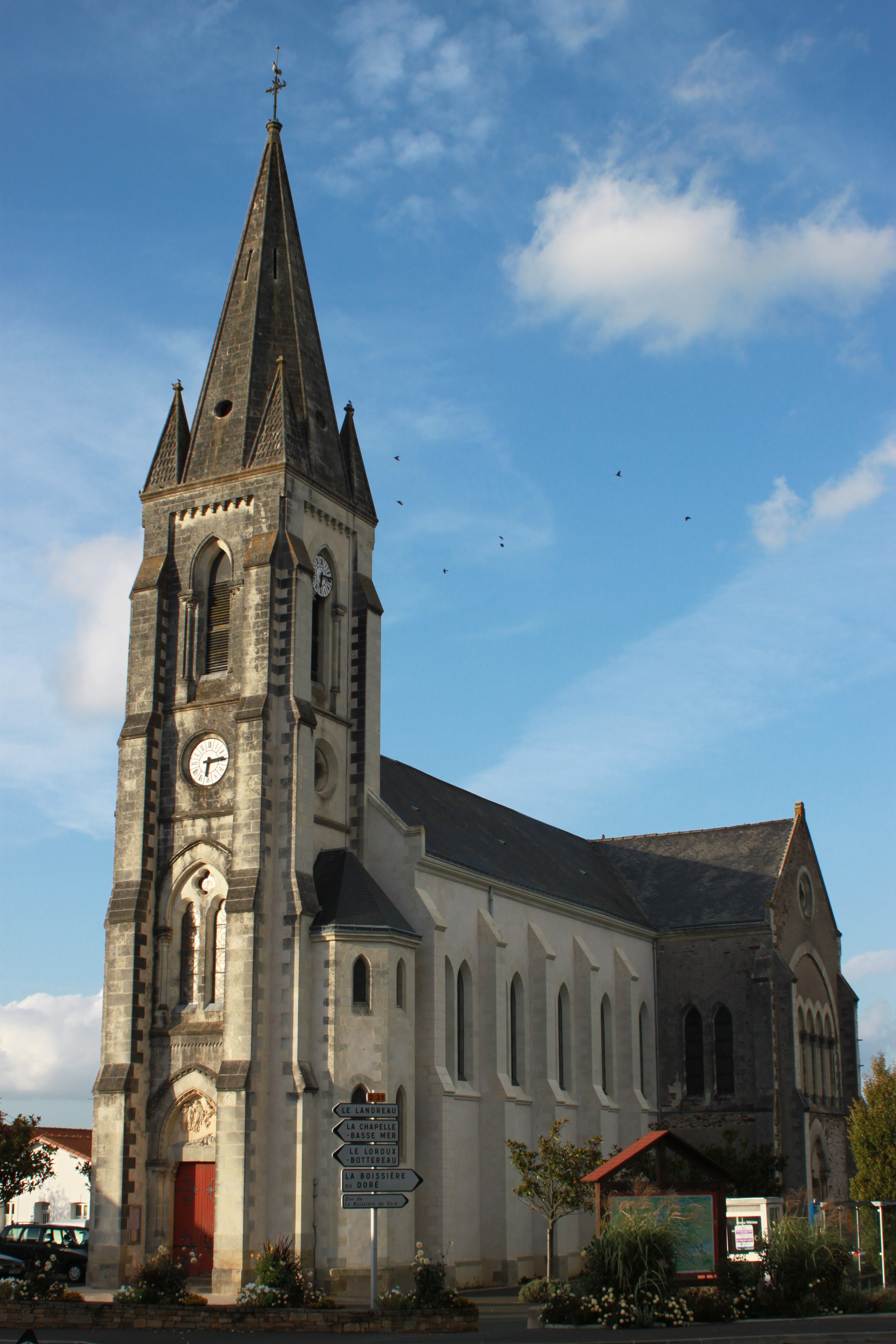
Kirche Saint-Martin

- Kirche Saint-Martin
- Zahlreiche Wegekreuze